# Santiago Ezquerro (piłkarz)
Santiago Ezquerro Marín (ur. 14 grudnia 1976 w Calahorrze) – hiszpański piłkarz na pozycji napastnika lub prawego skrzydłowego.

## Życiorys
Santiago Ezquerro pierwsze kroki na ligowych boiskach stawiał w CA Osasuna w Segunda División – hiszpańskiej drugiej lidze. Debiutował w drużynie w wieku 18 lat w sezonie 1994/1995. Na następny sezon przeniósł się do Atlético Madryt.
Po dwóch sezonach spędzonych w madryckim zespole, na zasadzie wypożyczenia przeniósł się do RCD Mallorca. Prawdziwą karierę zrobił jednak występując w zespole Athleticu Bilbao. W ciągu siedmiu lat na San Mamés strzelił mnóstwo bramek oraz stał się prawdziwą gwiazdą i symbolem klubu. Za czasów Ezquerro w Athleticu, klub występował w Pucharze UEFA oraz w Lidze Mistrzów.
Przechodząc do FC Barcelony na początku sezonu 2005/2006 stał się kolejnym napastnikiem w tym klubie. Pierwszą bramkę w Barcelonie strzelił w spotkaniu z Realem Betis na Camp Nou 24 września 2005. Mecz zakończył się zwycięstwem gospodarzy 4:1.
Piłkarz rozpoczynał występy na pozycji środkowego pomocnika, ale przez wiele lat gry w klubach był zmuszony występować na wielu pozycjach. Sam wolał występować jako napastnik lub skrzydłowy. Dzięki szybkości i umiejętności dryblingu potrafił wypracować sobie pozycję do strzału, wykańczając akcję potężnym lub dokładnym technicznym strzałem. Bardzo dobrze opanował również grę głową.
Dnia 30 czerwca 2008 wygasła obowiązująca dotąd umowa z katalońskim klubem i Santiago Ezquerro został piłkarzem wolnym. Od sezonu 2008/2009 grał w Osasunie Pampelunie. Podpisana umowa miała obowiązywać przez 2 lata, a klauzula odejścia zapisana w kontrakcie wynosiła 10 milionów euro. Pomimo tego, w 2009 roku postanowił zakończyć swoją przygodę z futbolem.

## Kluby
- 2008 – 2009 CA Osasuna
- 2005 – 2008 FC Barcelona
- 1998 – 2005 Athletic Bilbao
- 1997 – 1998 Atlético Madryt/RCD Mallorca
- 1996 – 1997 Atlético Madryt
- 1994 – 1996 CA Osasuna

## Osiągnięcia

### FC Barcelona(Hiszpania)
- 2005/2006 Superpuchar Hiszpanii
- 2005/2006 Liga Mistrzów